# Biofarmacia

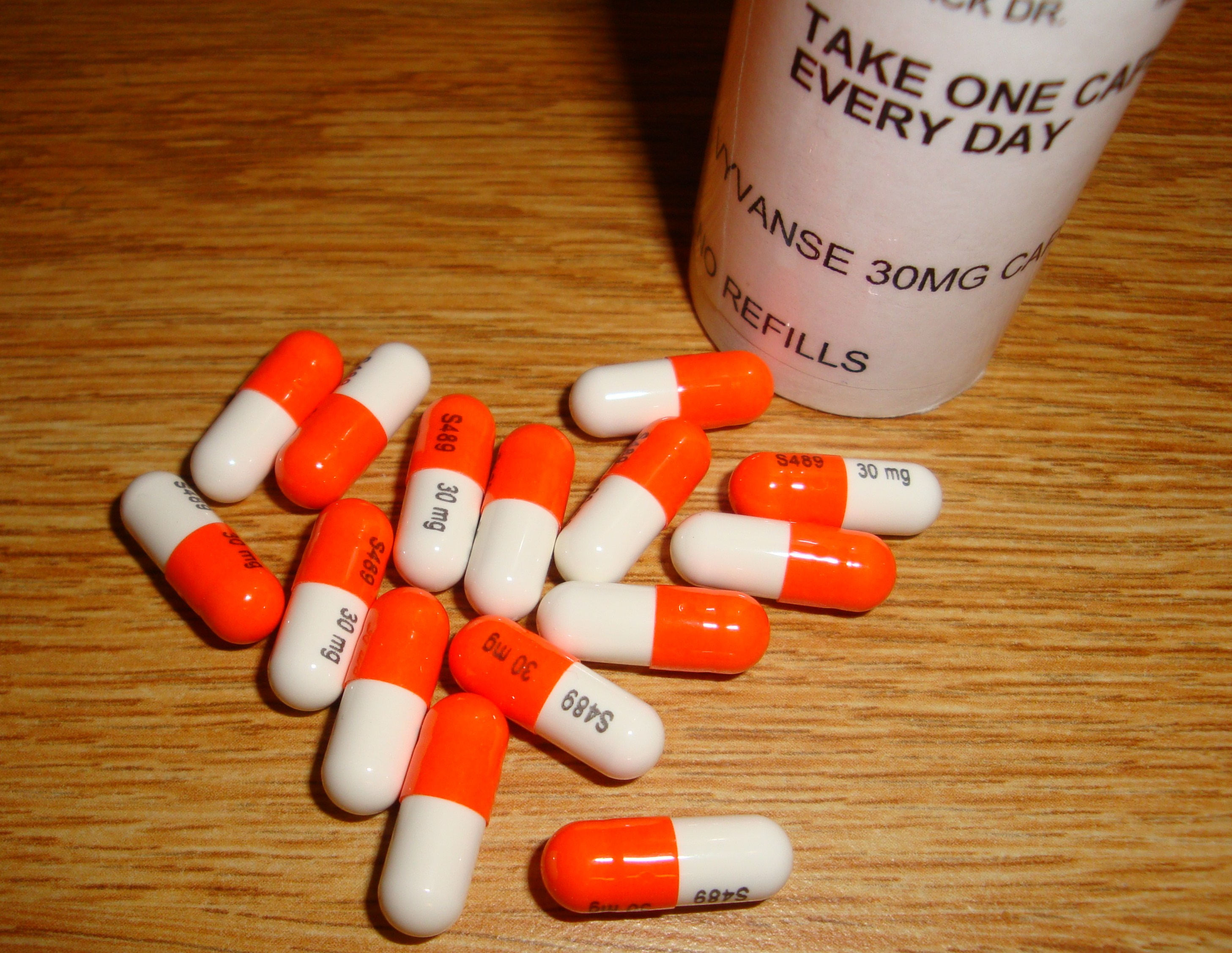
Cápsulas

La biofarmacia es la rama de la farmacología que se encarga del estudio de la influencia de la forma y la formulación química y física de un medicamento sobre los acontecimientos farmacocinéticos y farmacodinámicos consecutivos a su administración.
En los últimos años la biofarmacia ha cobrado mucha importancia debido a la necesidad de hacer pruebas de bioequivalencia a los medicamentos genéricos intercambiables.
Una prueba de bioequivalencia no es otra cosa que compara que dos productos farmacéuticos tengan una biodisponibilidad que sea estadísticamente igual, estas pruebas pueden ser de dos tipos:
In vitro: disolución
In vivo: usando pacientes
La biofarmacia, para realizar estos y otros estudios, está íntimamente relacionada con muchos de los principios de la farmacocinética tanto clásica como la poblacional o la clínica. También requiere del uso de modelos que expliquen estos fenómenos.
La biodisponibilidad se define como la velocidad y cantidad por tiempo de un fármaco:
{\displaystyle F={\frac {[AUC]_{\hbox{po}}\cdot {\hbox{od}}_{\hbox{iv}}}{[AUC]_{\hbox{iv}}\cdot {\hbox{od}}_{\hbox{po}}}}}